# Kray (Essen)
Kray ist ein östlicher Stadtteil der Stadt Essen.

## Lage
Im Osten grenzt Kray an Essen-Leithe und Bochum, im Norden an Gelsenkirchen und Essen-Schonnebeck, im Westen an Essen-Frillendorf und im Süden an Essen-Steele.

## Charakter
Der zwischen 1900 und 1915 entstandene Ortskern hat sich aufgrund geringer Kriegsschäden nahezu unverändert erhalten. Der große Marktplatz liegt in Kray-Nord an der Hubertstraße.
Nachdem Kray während der Industrialisierung Zuzugsgebiet war, wanderten während der Depression der 1920er Jahre Krayer in die USA oder nach Brasilien, meist in die Gegend um Porto Alegre, aus. Nach dem Zweiten Weltkrieg fanden Flüchtlinge aus dem Osten ersten Unterschlupf in Baracken auf dem großen, jetzt mit Häusern bebauten Feld Ecke Krayer Straße/Riddershofstraße (früher Wilhelmstraße) sowie noch für einige Jahre in der Krayer Jugendhalle an der Marienstraße/A40. Jenseits der Bahnunterführung, mit der die Riddershofstraße abschließt, befindet sich an der Wattenscheider Straße das Vereinsheim der sozialistischen Jugend Die Falken. Daran grenzen die Sportplätze der Brembergschule an. Sie ist heute Teil der Erich-Kästner-Gesamtschule.
Die Gustav-Heinemann-Kaserne in Kray, die an die Bundesautobahn A40 grenzt, wurde 2003 an die Medion AG veräußert. Gegenüber liegt der Technologie-Park Essen. In der Eckenbergstraße befindet sich der Hauptsitz der Firma Aldi Nord.
Auf dem Mechtenberg befindet sich die Bismarcksäule, die von dem Dresdner Architekten Heinrich Tscharmann entworfen wurde.
Mit dem Show- und Blasorchester FMK Essen-Kray 1982 hat der Stadtteil ein Orchester, das über die Essener Stadtgrenzen hinaus bekannt ist.

### Verkehr

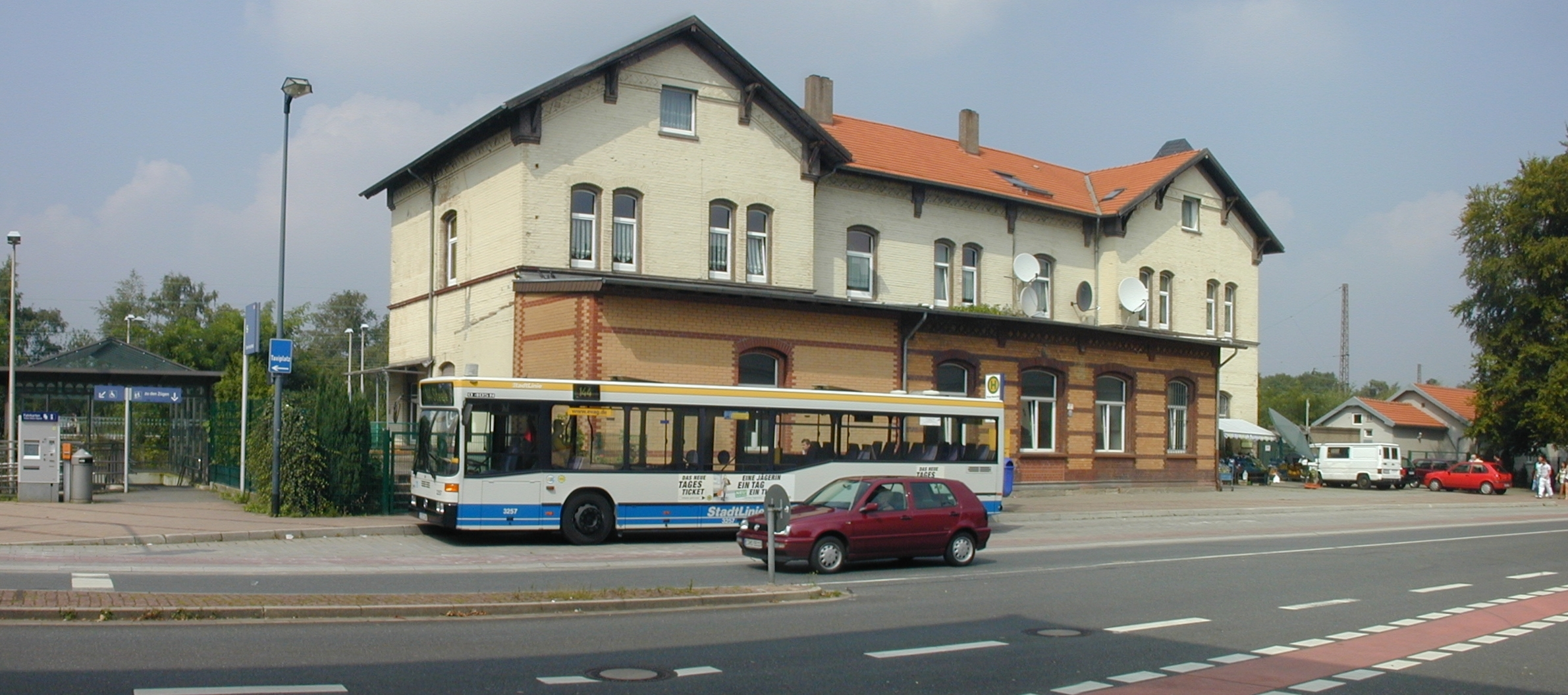
Ehem. Empfangsgebäude des Bahnhofs Essen-Kray Nord, links Abgang zur S-Bahn

Essen-Kray hat einen direkten Anschluss an die Autobahn A40. Sie teilt den Stadtteil in Kray-Nord und Kray-Süd. Beide Ortsteile werden in Nord-Süd-Richtung von der Krayer Straße als Hauptachse durchzogen.
Der Regionalbahnhof Essen-Kray Süd hat mit der von Abellio-Rail NRW bedienten Regionalbahnlinie RB 40 Anschluss an den Schienenverkehr. Er befindet sich dezentral gelegen am südlichen Rand Krays an der Grenze zu Steele.
Zusätzlich gibt es den S-Bahn-Haltepunkt Essen-Kray Nord mit der Linie S2. Er befindet sich zentral gelegen am nördlichen Ende der Krayer Ortsmitte.
Des Weiteren verkehren die Buslinien 144, 146, 155, 166, 170, 194 der Ruhrbahn im Stadtteil.
| Linie | Verlauf | Takt (Mo–Fr)                                                                      | Betreiber           |
| ----- | --- | --------------------------------------------------------------------------------- | ------------------- |
| 144   | Leithe Grimbergstraße – Kray Nord Bf – Kray Mitte – Kray Süd Bf – Steele (– Überruhr-Hinsel – Lehmanns Brink – Annental – Rellinghausen – Stadtwaldplatz) (nur morgens und mittags) | 30 min 20 min (HVZ)                                                               | Ruhrbahn            |
| 146   | Essen Hbf – Huttrop Feldhaushof – Frillendorfer Platz – Kray Mitte – Kray Nord Bf – Kray Mitte – Kray Süd Bf – Isinger Feld – Leithe Wackenberg | 5 min (Essen Hbf–Kray Nord) 20 min (Kray Nord–Leithe)                             | Ruhrbahn            |
| 155   | Gelsenkirchen-Rotthausen Achternbergstraße – Schonnebeck – Frillendorf Hubertstraße – Betriebshof Stadtmitte – Rathaus Essen – Essen Hbf – Huttropstraße – Bergerhausen – Annental – Heisingen Rote Mühle – Kampmannbrücke – Kupferdreh                                                                                     | 20 min                                                                            | Ruhrbahn            |
| 166   | Essen-Dellwig Bf – Dellwig – Gerscheder Weiden – Bergeborbeck – Gewebepark M1 – Universität Essen – Berliner Platz – Bismarckplatz – Essen Hbf – Rathaus Essen – Frillendorfer Platz – Kray Eickenscheidt – Steele – Überruhr-Hinsel – Überruhr-Holthausen Klapperstr. – Burgaltendorf Burgruine – Hattingen-Niederwenigern | 20 min (Dellwig–Burgaltend.) 20/40 min (Burgaltend.–Niederwenigern)               | Ruhrbahn            |
| 170   | Borbeck Bf – Borbeck Germaniaplatz – Bergeborbeck – Vogelheim – Altenessen Mitte – Katernberger Markt – Zollverein Nord Bf – Schonnebeck – Zeche Bonifacius – Kray Nord Bf – Kray Mitte – Leithe – Freisenbruch – Steele Ost – Steele                                                                                       | 10 min (HVZ: 5 min) (Borbeck–Kray Mitte) 20 min (HVZ: 10 min) (Kray Mitte–Steele) | Ruhrbahn            |
| 194   | Gelsenkirchen Hbf – Gelsenkirchen-Rotthausen – Zeche Bonifacius – Kray Nord Bf – Kray Mitte – Kray Süd Bf – Steele – Essen-Rellinghausen – Stadtwaldplatz – Bredeney – Essen-Haarzopf Erbach | 20 min                                                                            | Ruhrbahn / Bogestra |
| NE3   | Essen Hbf – Frillendorf Hubertstraße – Zeche Bonifacius → Kray Nord Bf → Kray Mitte → Kray Süd Bf → Rodenseelbrücke | 60 min                                                                            | Ruhrbahn            |
| NE14  | Bergeborbeck Bf – Altendorf, Helenenstraße – Bockmühle – Frohnhauser Platz – Alfred-Krupp-Schule – Holsterhauser Platz – Rüttenscheid, Martinstraße – Huttropstraße – Steele – Kray Süd Bf – Kray Mitte – Kray Nord Bf | 60 min                                                                            | Ruhrbahn            |
| NE15  | Borbeck Bf – Borbeck Germaniaplatz – Bergeborbeck – Vogelheim – Altenessen Mitte – Katernberger Markt – Zollverein Nord Bf – Schonnebeck – Zeche Bonifacius – Kray Nord Bf | 60 min                                                                            | Ruhrbahn            |

### Sport
Der FC Kray spielt in der Saison 2019/20 in der Fußball-Oberliga Niederrhein.
1924 wurde der Tennisclub Grün-Weiß gegründet, der 1930 dann unter dem Namen Tennisklub Grün-Weiß Essen-Kray beim Amtsgericht Steele in das Vereinsregister eingetragen wurde.
1965 wurde die Tennisabteilung des DJK Sportverein Kray 09 gegründet. Im Jahr 2005 wurde diese als TV Kray 65/05 e. V. zum eigenständigen, unabhängigen, gemeinnützigen Verein.
Am 19. Dezember 2014 stellte das 1967 eröffnete Bad am Südpark und zuletzt vom Essener Sportbund betriebene Hallenbad mit Stahl-Schwimmbecken den Betrieb ein.

## Geschichte
Erstmals urkundlich erwähnt wurde Kray im Jahr 1340. Das Wort leitet sich aus dem altsächsischen Creia = Krähe ab. Alte Schreibweise für Kray und Leithe waren Craia und Lethe.

### Wappen

Bürgermeisterei Kray-Leithe 1906–29

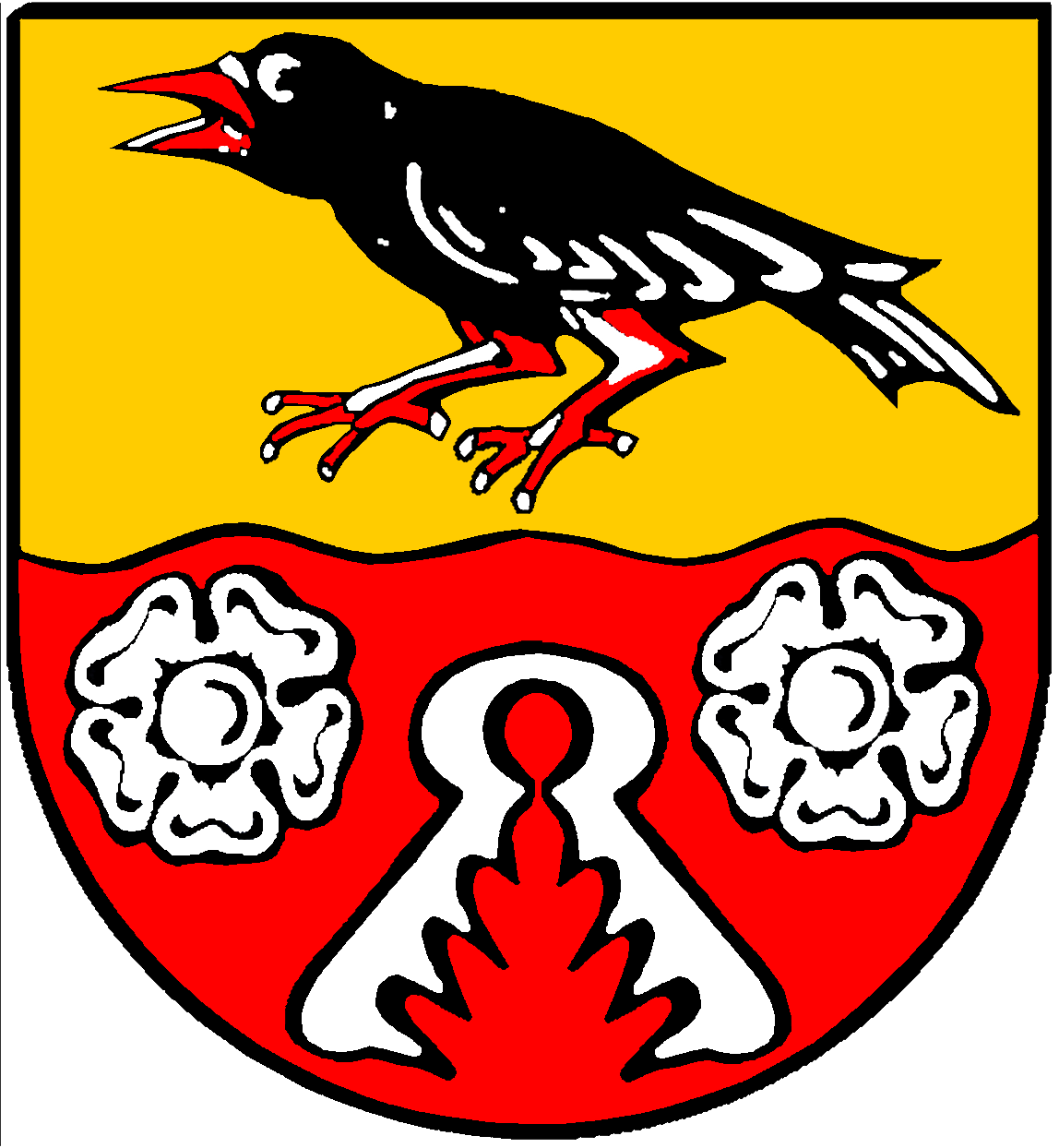
Wappen von Kray

Blasonierung: Unter einem goldenen (gelben) Schildhaupt mit einer schwarzen Krähe mit rotem Schnabel und rotem Ständer, getrennt durch eine Wellenlinie in Rot eine silberne (weiße) Pferdeprame zwischen zwei silbernen (weißen) Rosen (aus den Wappen der Herren von Leithe). Die Bürgermeisterei Kray-Leithe führte in den Jahren 1906–1929 ein ähnliches Wappen, das aber heraldisch nicht ganz korrekt ist. Blasonierung: „Geteilt in Rot und Gold (Gelb), durch einen nach unten verschobenen blauen Balken, belegt mit zwei silbernen (weißen) Rosen; oben auf einem goldenen (gelben) Hügel eine schwarze Krähe mit silbernem (weißem) Schnabel, unten drei braune Pferdeprammen im Verhältnis 2:1. Im Oberwappen über einer gebogenen sandsteinfarbenen Mauer, fünf Zinnen mit roten Dächern.“
Die Krähe ist ein redendes Symbol; Kray leitet sich aus dem altsächsischen Creia – Krähe ab. Die Rosen und die Pferdeprammen stammen aus dem Wappen der Herren von Leithe. Das fünfzinnige Oberwappen ist ungewöhnlich, da es normalerweise nur Großstädten verliehen wurde.

### Landwirtschaftliche Siedlung
Laut Landmatrikel von Essen gehörten 1668 zur Bauerschaft Kray die Familien Elbert Lühnmann, Schulte zu Schonscheidt, Dietherich Haußmann, Cordt Schlypers, Trine Wittib Buterberg, Johann opn Berg, Georg Bertelik,
Johann Dykmann, Dietherich Mechtenbergh, Dietherich Nettelenbusch, Henrich tho Kray, Johann Eikelenkamp, Claeß in der Wordt, Wirich Hattingk, Johann Ridder, Dietherich Beckmann und Dierich im Tempel. Eine mit Hatting bezeichnete Flur lag in der Nähe des Krayer Marktes.
Vor der Industrialisierung befanden sich auf dem Krayer Gebiet noch der Zehnthof, an den noch die Straße Am Zehnthof erinnert, der Beckmannshof vorher Riddershof gegenüber der heutigen Post, der in den 1970er Jahren dem damaligen Sparkassengebäude weichen musste. An ihn erinnert die Riddershofstraße. Die Höfe Schulte-Ising und Köllmann lagen in Kray-Leithe. Das Isinger Feld ist heute mit Wohnbebauung bedeckt. Hier befindet sich auch der Wasserturm. In Kray-Nord um den Mechtenberg mit der Bismarcksäule lagen die Höfe Brüning und Dieckmann. Richtung Westphalisch-Leithe lag der Hof Schulte-Grimberg mit dem Luftschacht der Zeche Bonifacius. Der Mesenhohls Hof wurde noch bis zum Zweiten Weltkrieg von der Familie Mesenhohl bewirtschaftet. Er ging dann an die Tochter Kathrein Werntgen, geborene Mesenhohl. Der Fliegerpionier Bruno Werntgen übte auf dem damaligen Flugplatz nordwestlich von Rotthausen. Der Flughafen war am 25. Mai 1912 auf Pachtland des alten Gutes Nienhausen eröffnet worden und wurde bis in den Zweiten Weltkrieg genutzt.(Der letzte Jungfliegerlehrgang, es wurde Segelflug geübt, fand im Jahre 1940 statt)
Eine eigene Kirche hatten Kray und Leithe vor der Industrialisierung nicht. Sie gehörten zum Kirchspiel Steele, welches zu dieser Zeit eine eigenständige Stadt war.

### Industrialisierung

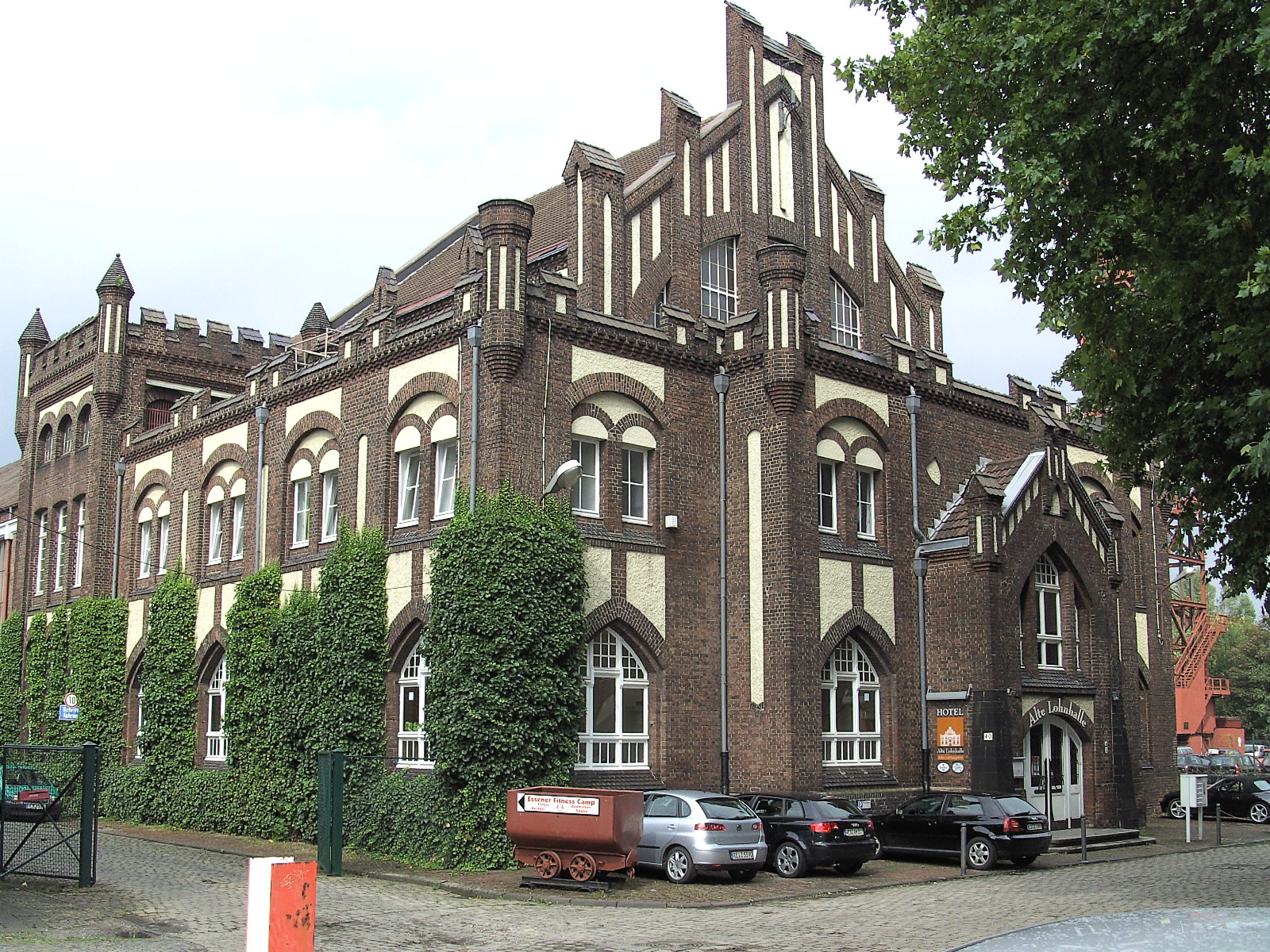
Lohnhalle der Zeche Bonifacius

Die Gründung der Zeche Bonifacius im Jahr 1857 bewirkte ein Aufblühen des Ortes. 1870 wurde die erste Bergarbeiterkolonie gegründet, um 1900 siedelten sich weitere Industriebetriebe, Ziegeleien und die Westdeutsche Eisenwerke AG an. Es entstanden auch Zulieferfirmen für die Zechen, wie die Chemiefabrik Karl Knülle, die Reinigungsmittel für die Bergleute herstellte.
1872 eröffnete der Bahnhof Essen-Kray Nord. 1877 entstand das Postamt in Kray. 1895 wurde die katholische St.-Barbara-Kirche eingeweiht und ein Jahr später der Bahnhof Kray Süd eröffnet. 1897 wurde die Zeche Centrum in Leithe erstmals abgeteuft. Im gleichen Jahr wurde die Straßenbahnlinie Gelsenkirchen–Rotthausen–Kray–Steele in Betrieb genommen.
1898 begann von Albert Eckenberg (1. April 1857 bis 26. Januar 1916) die Gründung der Westdeutsche Eisenwerke AG, Kray, die am 23. Mai 1919 mit dem Gießerei-Konzern Buderus verschmolzen wurde. So entstand das Werk Essen-Kray der Aktiengesellschaft Buderus´sche Eisenwerke, Wetzlar/Lahn, das 1971 stillgelegt wurde, als das dort hergestellte Hauptprodukt, die gusseiserne Badewanne, am Markt nicht mehr mit der leichteren und auch wesentlich preiswerter herzustellenden Stahlbadewanne konkurrieren konnte.
Die eigene Freiwillige Feuerwehr wurde am 31. Mai 1901 gegründet. Gleichwohl brannte Haus Achternberg 1905 ab. 1903 wurde die evangelische unierte Kirche nach Plänen von August Senz fertiggestellt. Der Ort gehörte noch 1904 mit den Orten Stoppenberg, Leithe, Huttrop, Katernberg, Schonnebeck, Frillendorf und Rotthausen zur Bürgermeisterei Stoppenberg.

### Bürgermeisterei und Eingemeindung

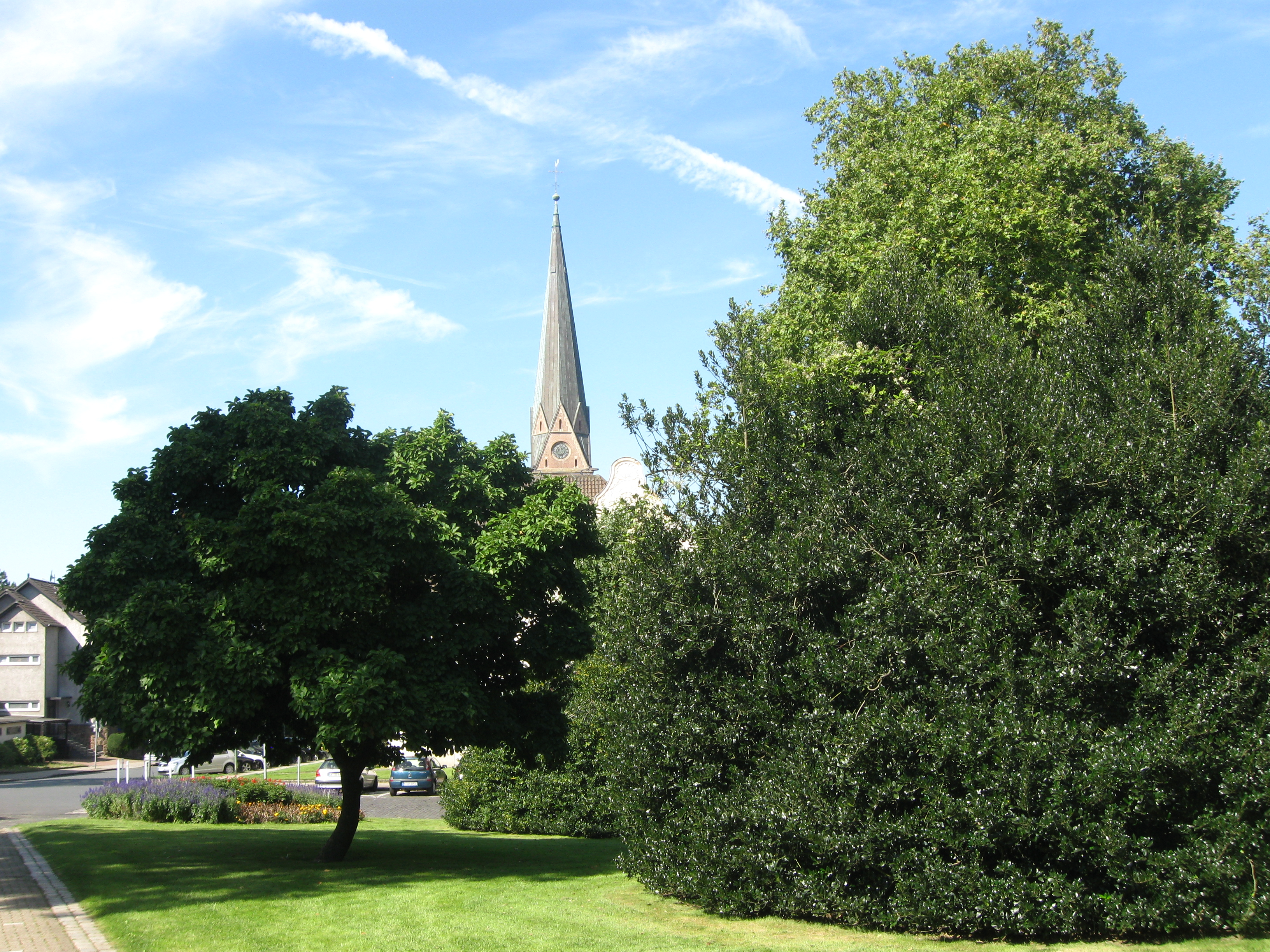
Blick vom Rathaus Kray auf den Kirchturm von St. Barbara

1906 bildeten die Gemeinden Kray und Leithe eine eigene Bürgermeisterei. Das Amt des Bürgermeisters bekleideten vom 1. Oktober 1906 bis 1. September 1924 Ludwig Kohlen und vom 3. März 1926 bis 30. September 1929 Jacob Weber. Das historische Krayer Rathaus am Kamblickweg wurde in den Jahren 1907/1908 als Symbol der Selbständigkeit erbaut, es war Ausdruck des Wohlstands der Gemeinde und des Bürgerstolzes. Aufgrund der Kohleförderung auf den Krayer Schachtanlagen und den daraus resultierenden Steuereinnahmen gehörte die Gemeinde Kray damals zu den reichsten Gemeinden in Preußen.
1912 kaufte Kray-Leithe vom Eigentümer des Klüwershofes das Gelände, auf dem der Volksgarten entstehen sollte, der dann 1913 an der Ottostraße mit zwei Teichen, Spiel- und Bolzplatz sowie Liegewiesen angelegt wurde.
Die beiden Gemeinden Kray und Leithe wurden 1920 zur vergrößerten Gemeinde Kray zusammengeschlossen.
1929 wurde Kray mit Leithe trotz ablehnender Haltung der Einwohner zur Stadt Essen eingemeindet, während Rotthausen schon 1924 der Stadt Gelsenkirchen angegliedert worden war.

### Kray im Nationalsozialismus
Das Buderuswerk wurde auf Kriegsproduktion umgestellt. An der Ecke Kamblickweg/Ottostrasse, gegenüber vom historischen Rathaus Kray, war das Braune Haus, die ehemalige Bürgermeister-Villa, das die Nationalsozialisten als Treffpunkt und Krayer Parteizentrale nutzten, nach dem Krieg war darin dann das Wirtschaftsamt (Lebensmittelkarten!) untergebracht, danach ging es an den bekannten Krayer Arzt Georg Schütt, der darin wohnte und dort eine Arztpraxis betrieb, heute wird es als reines Wohnhaus genutzt. Der Schlosser Wilhelm Börger aus Kray, seit 1924 NSDAP-Mitglied, war als Agitator unter den Arbeitern tätig. Von 1930 bis 1945 hatte er ein Reichstagsmandat inne. Ihm gelang der Aufstieg zum Preußischen Staatsrat. An der Universität Köln lehrte er den Deutschen Sozialismus. Auf dem Gelände der Kiwittschule in Kray-Süd wurde ein großer Luftschutzbunker angelegt. Die Kiwittschule wurde im Krieg völlig zerstört. Die Eingänge des Bunkers waren noch lange in der Nachkriegszeit zu sehen. Heute befindet sich auf dem Platz im Bereich der Krayer-, Kiwitt- und Marienstraße eine Grünanlage.
Im März 1944 wurde in Berlin-Plötzensee das Krayer Ehepaar Bernhard und Maria Kreulich hingerichtet. Sie waren vom Volksgerichtshof zum Tode verurteilt worden, weil sie sich kritisch über das NS-Regime und die Kriegführung geäußert hatten. Eine Gedenktafel an der Kirche St. Christophorus in Kray erinnert an sie.
Besonders zu leiden hatten die Zeugen Jehovas, früher Ernste Bibelforscher genannt, die in Kray ein Gemeindezentrum hatten und haben. Sie waren die erste von den Nationalsozialisten verfolgte Religionsgruppe, der die Ausübung ihrer Religion schon 1933 verboten wurde. Wegen der Verweigerung des Hitlergrußes, des Fahneneides und des Wehrdienstes wurde ihnen das Sorgerecht für ihre Kinder entzogen. Frauen, die nicht bereit waren abzuschwören, landeten im Konzentrationslager Ravensbrück oder KZ Moringen. Ihr Leben schilderte Margarete Buber-Neumann in ihren Erinnerungen. Den Männern drohte wegen Wehrdienstverweigerung die Todesstrafe. Die Kolpingsfamilie, die in Kray aktiv war und sich aus dem Gesellenverein entwickelt hatte, musste ihre Aktivitäten einstellen.

### Nachkriegszeit
Nach dem Zweiten Weltkrieg fand im Krayer Rathaus am 6. Februar 1946 die erste Ratssitzung der Stadt Essen statt, da das Essener Rathaus schwer beschädigt worden war.
Die Familien englischer Besatzungssoldaten zogen in neu erbaute Häuser an den Burgundenweg. Auf dem freien Feld an der Krayer Straße/Riddershofstraße, früher ein Ziegeleigelände, wurden Baracken zur schnellen Unterbringung von Flüchtlingen gebaut. Danach diente der Platz wieder als Kirmesplatz, bis dort eine Siedlung mit Wohnhäusern vornehmlich für Bergleute angelegt wurde, durch die mehrere kleine Straßen neu entstanden. Die Produktion von Kriegsmaterial durch das Buderuswerk wurde eingestellt und man wandte sich wieder der Herstellung ziviler Gußerzeugnissen zu. Überall bildeten sich sogar in Wohnungen kleine Firmen und Betriebsstätten. So entstand im Eckhaus Krayer Straße/Soester Straße 2 eine Lohnstickerei.
Das Film-Eck in der Kiwittstraße war nicht nur Kino, sondern auch Treffpunkt des Nachtlebens. In der Straße Am Bocklerbaum in Kray-Süd entstand eine Eisdiele. Im Blittersdorfweg befand sich das Merkur-Kino.
In Kray befand sich auch die Bergwerksforschungsstelle, eine Gemeinschaftsforschung des Steinkohlenbergbaus für Grubensicherheit, Bergtechnik und Kohleveredlung, kurz genannt Bergbauforschung.
Als zweite katholische Kirche wurde in den sechziger Jahren am Kiwittplatz in Kray-Süd die Kirche St. Christophorus gebaut, so dass es zwei katholische Krayer Gemeinden gab, bis St. Christophorus 2008 profaniert wurde.
Insgesamt erlebte der überwiegend vom Bergbau geprägte Essener Stadtteil Kray mit Leithe nach dem Zweiten Weltkrieg einen enormen wirtschaftlichen Aufstieg mit reger Bautätigkeit von Bergmannssiedlungen und -wohnungen, großer Kaufkraft und einem blühenden Einzelhandel im Krayer Ortskern.
1972 geriet der Bergarbeitervorort wegen eines Amoklaufs kurzzeitig in den Fokus nationaler und internationaler Presse.

## Bevölkerung
Am 31. März 2025 lebten 20.135 Einwohner in Kray.
Strukturdaten der Bevölkerung in Kray (Stand: 31. März 2025):
- Bevölkerungsanteil der unter 18-Jährigen: 19,1 % (Essener Durchschnitt: 16,9 %)[9]
- Bevölkerungsanteil der mindestens 65-Jährigen: 18,3 % (Essener Durchschnitt: 21,7 %)[10]
- Ausländeranteil: 26,4 % (Essener Durchschnitt: 20,6 %)[11]

## Persönlichkeiten
- August Fichtel, geboren am 1. April 1823 in Sprockhövel, gestorben am 7. Februar 1902 in Bochum. Er arbeitete 1858 als Bergmann bei der Abteufung der Zeche Bonifacius mit. Im Laufe der Jahre stieg er aufgrund seiner Fähigkeiten zum technischen Direktor der Gesellschaft auf. Zudem wurde er wegen seiner langjährigen und verdienstvollen Tätigkeit als Krayer Gemeinderat zum Ehrenbürger von Kray ernannt.[12]
- Wilhelm Börger, geboren am 14. Februar 1896 in Kray, gestorben am 29. Juni 1962 in Heidelberg, Nationalsozialistischer Politiker, Professor für Deutschen Sozialismus an der Universität Köln.

- Josef Künsting Betriebsführer der Zeche Bonifacius bis in die fünfziger Jahre. Josef Künsting gelang es als erstem Katholiken zum Betriebsführer der Zeche Bonifacius zu werden. Da die Ruhrzechen calvinistischen Besitzern wie Friedrich Grillo, der einer Waldenser Familie entstammte, gehörten, war das eine ungewöhnliche Beförderung, die Erstaunen erregte. Sie wurde erst ausgesprochen als Künsting schon eine Stelle an der Saar, wo es auch Zechen katholischer Besitzer gab, angenommen hatte.
- Hans Müller-Kray, geboren am 13. Oktober 1908 in Kray, gestorben am 30. Mai 1969 in Stuttgart, Professor, Generalmusikdirektor beim Süddeutschen Rundfunk, Stuttgart.
- Vera Brühne, die Tochter des Krayer Bürgermeisters Ludwig Kohlen, geboren am 6. Februar 1910 in Kray, gestorben am 17. April 2001 in München.
- Richard Pohl (geboren am 28. Juni 1910 in Essen-Krey), ordentlicher Professor für Pharmakognosie in Freiburg, lebte in Wittnau
- Wilhelm Stasch, geboren am 12. März 1911, gestorben am 4. August 1989, Olympiateilnehmer und Deutscher Meister im Boxen
- Karl Hans Hack, bis 1939 Prädikant der Bekennenden Kirche der Krayer Evangelischen Gemeinde, die sich mehrheitlich den Deutschen Christen verpflichtet fühlte. Er wurde wegen seines freimütigen Auftretens gegen die NS-Diktatur 1939 von einem Sondergericht aufgrund des Heimtückegesetzes zu einer Gefängnisstrafe verurteilt.[13]
- Helga Masthoff, geborene Niessen, geboren am 11. November 1941, Tennisspielerin, zuerst für den Tennisklub Grün-Weiss Essen-Kray von 1924, eingetragen 1930, später für den ETuF Essen.